# Piotr Jan Garrigues
Piotr Jan Garrigues, (fr.) Pierre-Jean Garrigues (ur. 2 marca 1725 w Sauveterre, zm. 3 września 1792 w Paryżu) – Błogosławiony Kościoła katolickiego, prezbiter, ofiara prześladowań antykatolickich okresu rewolucji francuskiej.

## Życiorys
Po ukończeniu studiów na paryskiej Sorbonie otrzymał święcenia kapłańskie. W 1789 roku doszło do wybuchu rewolucji francuskiej. Po odmowie złożenia przysięgi konstytucyjnej został 14 sierpnia 1792 r. aresztowany. Zamordowany wraz z innymi kapłanami 3 września 1792 roku na terenie seminarium św. Firmina. Wkrótce po ich śmierci rozpoczął się proces beatyfikacyjny męczenników. Piotr Jan Garrigues został beatyfikowany w grupie 191 męczenników z Paryża 17 października 1926 roku przez papieża Piusa XI.
W Kościele katolickim wspomnienie liturgiczne obchodzone jest w dzienna rocznicę śmierci.